# تاکاهیده کیشی
تاکاهیده کیشی (انگلیسی: Takahide Kishi؛ زادهٔ ۲۸ آوریل ۱۹۸۷) بازیکن فوتبال اهل ژاپن است.
از باشگاه‌هایی که در آن بازی کرده‌است می‌توان به باشگاه فوتبال ویسل کوبه اشاره کرد.